# Forte Stella (Porto Ercole)
Il Forte Stella è una caratteristica fortificazione costiera situata nel comune di Monte Argentario. La sua ubicazione è nei pressi di Porto Ercole, su un promontorio che si eleva a ovest dell'abitato, non lontano dalla Spiaggia dello Sbarcatello. In passato, costituiva uno dei baluardi del sistema difensivo del promontorio dell'Argentario.

## Storia
La fortificazione venne edificata dagli Spagnoli nella seconda metà del Cinquecento, quando l'intera zona entrò a far parte dello Stato dei Presidii, all'interno del quale costituiva uno dei punti strategici dell'intero sistema difensivo, potendo comunicare visivamente con la Torre dell'Avvoltore a ovest, con la rocca aldobrandesca di Porto Ercole e addirittura con la Torre di San Pancrazio sul promontorio di Ansedonia a est.
Il luogo scelto per la costruzione della struttura difensiva era quello in cui sorgeva il Forte Sant'Ippolito, di origini rinascimentali, che rappresentava uno dei capisaldi del preesistente sistema difensivo della parte sud-orientale del promontorio dell'Argentario: parte di esso fu incorporato nella parte centrale della nuova fortificazione, riadattandolo ad essa.
I lavori di costruzione furono effettuati dopo la realizzazione del Forte Filippo e dopo la ristrutturazione e riqualificazione della più antica rocca aldobrandesca, fortificazioni entrambe situate nell'abitato di Porto Ercole.  Gli Spagnoli, per la costruzione del nuovo complesso fortificato, si rivolsero a Cosimo I de' Medici che affidò la direzione dei lavori agli architetti Bernardo Buontalenti e Giovanni Camerini, che elaborarono il progetto per la struttura difensiva nel 1558; la parte centrale preesistente, di epoca rinascimentale, fu realizzata probabilmente su progetto dell'ingegnere militare Francesco di Giorgio Martini.
La realizzazione dell'imponente fortificazione richiese moltissimo tempo, tanto che i due architetti incaricati del progetto direttamente da re Filippo II di Spagna non riuscirono mai a vederla terminata. Sembra, infatti, che il completamento dell'opera si sia concluso soltanto nella seconda metà del Seicento, pur essendo stato seguito fino in fondo il progetto elaborato nel secolo precedente: in una raffigurazione del 1646 la struttura fortificata risultava ancora incompleta, apparendo ancora con una planimetria diversa da quella del progetto.
Le funzioni svolte in passato dalla fortezza erano prevalentemente quelle di avvistamento, grazie alla possibilità di un'ottima osservazione lungo un tratto di costa che spazia dalla sponda meridionale dell'Argentario fino al promontorio di Capo Linaro oltre la città di Civitavecchia. La sua graduale dismissione avvenne nel corso dell'Ottocento, quanto l'intera zona passò prima temporaneamente al Granducato di Toscana e poi al Regno d'Italia. Proprio negli anni successivi all'Unità d'Italia, fu decisa la sua definitiva dismissione dalle originarie funzioni militari.
Rimasta di proprietà demaniale, l'intera struttura fortificata è stata oggetto di restauri effettuati negli anni novanta del secolo scorso, che l'hanno riportata agli antichi splendori, permettendo un ottimo stato di conservazione. Nel 2004, il Forte Stella è stato lo scenario di una serie di spot pubblicitari televisivi della compagnia di telefonia mobile TIM.

## Descrizione

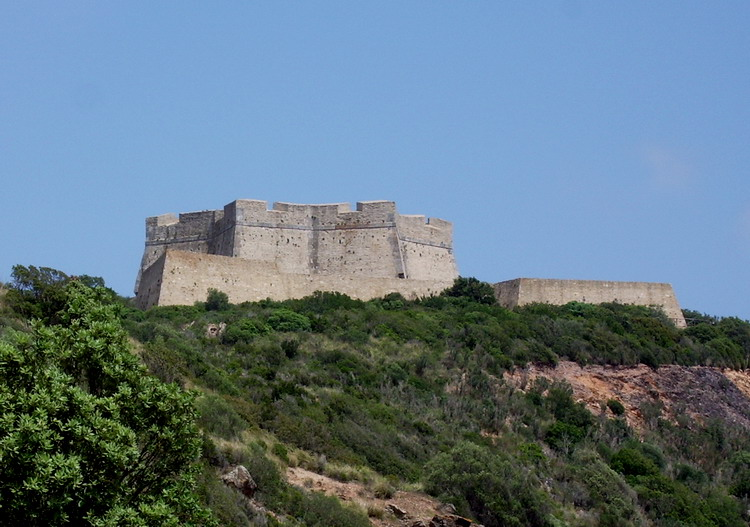
Forte Stella dalla strada Panoramica

Il Forte Stella si presenta come un'imponente fortificazione, caratterizzata dalla presenza di due fortilizi, uno esterno ed uno interno.
L'area in cui sorge il forte propriamente detto è delimitata da un fortilizio esterno che si sviluppa a forma quadrangolare, con un bastione esagonale che racchiude ciascuno dei quattro angoli del perimetro. Le cortine murarie del fortilizio esterno, con basamento a scarpa, racchiudono l'area interna sulla quale sorge il forte propriamente detto; esternamente si articolava in passato un sistema di fossati che rendevano ancor più protetto e sicuro l'accesso al complesso. Per superare il fortilizio esterno è necessario percorrere una lunga rampa in ascesa che conduce alla porta che si apre sul lato nord-orientale della cortina muraria esterna. La porta di accesso al complesso, sovrastata da un arco a tutto sesto poggiante su due cordoni orizzontali, è preceduta da un ponte che ha sostituito in epoca moderna il perduto ponte levatoio originario. Il tratto di cortina muraria ove si apre la porta è protetta da un rivellino, realizzato soltanto nel Settecento, ove spiccano due lunghe fessure verticali affiancate da una feritoia per lato, che proteggevano ulteriormente l'ingresso al forte dando maggiori garanzie di sicurezza nel controllo degli accessi. Da segnalare, infine, la presenza di due grandi stemmi lungo il prospetto frontale.
L'area racchiusa all'interno del fortilizio esterno bastionato costituisce il basamento su cui sorge il forte propriamente detto, realizzato sul preesistente Forte Sant'Ippolito , che si sviluppa con una caratteristica pianta stellata a sei punte, con spessissime e alte cortine murarie costituite da un possente basamento a scarpa delimitato superiormente da un marcapiano, sopra il quale poggia il parapetto, dotato di camminamento di ronda, che delimita l'ampia terrazza sommitale, originariamente usata dalle sentinelle per funzioni di avvistamento e per inviare segnalazioni luminose alle altre torri in caso di pericolo. Lungo le cortine murarie del fortilizio interno si aprono numerose feritoie, a protezione ulteriore del cuore della struttura difensiva costiera. Al vertice orientale del fortilizio interno si è conservata una delle originarie garitte con campanile a vela, che caratterizzavano originariamente ciascun vertice del forte propriamente detto.
All'interno, si tengono mostre e rassegne culturali durante il periodo estivo. L'illuminazione naturale degli ambienti interni è data da un'apertura a forma esagonale che si apre al centro della terrazza sommitale.